# Маэда, Махиро
Махиро Маэда (яп. 前田 真宏 Маэда Махиро, род. 14 марта 1963 года) — японский создатель аниме, режиссёр, художник по персонажам и аниматор многих мультсериалов. Много лет работал со студиями Ghibli и Gonzo. Известен также сотрудничеством с иностранными режиссёрами в таких проектах как «Убить Билла» и «Аниматрица».

## Работы
Автор манги:
- 2005 — Gankutsuou

Режиссёр в анимации:
- 2021 — Evangelion: 3.0+1.0: Thrice Upon a Time
- 2014 — Japan Animator Expo [20min Walk], [Kanon]
- 2012 — Евангелион 3.33: Ты (не) исправишь
- 2008 — Genius Party (фильм второй) [Gala]
- 2004 — Граф Монте-Кристо[4]
- 2003 — Аниматрица [Second Renaissance][5][6]
- 2001 — Последняя фантазия: Всемогущий
- 1998 — Последняя субмарина
- 1991 — R20: Ginga Kuukou

Сценарист в анимации:
- 1991 — R20: Ginga Kuukou

Аниматор:
- 2017 — The Dragon Dentist
- 2008 — Genius Party (фильм второй)
- 2003 — Аниматрица
- 1997 — Neon Genesis Evangelion: The End of Evangelion
- 1996 — Ihatov Gensō Kenji no Haru
- 1992 — Порко Россо
- 1991 — Doomed Megalopolis (Teito Monogatari)
- 1991 — Ещё вчера
- 1987 — Повесть о Гэндзи
- 1987 — Королевский десант
- 1986 — Небесный замок Лапута
- 1984 — The Super Dimension Fortress Macross: Do You Remember Love?
- 1984 — Навсикая из Долины ветров
- 1982 — Гиперпространственная крепость Макросс

Смешанные роли:
- 2018 — SSSS.GRIDMAN — дизайн монстров[7]
- 2017 — Rage of Bahamut: Virgin Soul — раскадровка [13 серия]
- 2016 — Годзилла: Возрождение — дизайн[8]
- 2013 — Kill la Kill — раскадровка [16 серия]
- 2012 — Евангелион 3.33: Ты (не) исправишь — дизайн, раскадровка
- 2012 — Giant God Warrior Appears in Tokyo — дизайн Божественных воинов
- 2012 — Sine Mora — дизайн боссов[9][10]
- 2009 — Евангелион 2.22: Ты (не) пройдёшь — дизайн
- 2008 — Гениальная вечеринка (фильм второй) — дизайн [персонажей — Gala]
- 2006 — Исток — дизайн [меха], раскадровка
- 2005 — SoltyRei — дизайн [концептуальный]
- 2004 — Граф Монте-Кристо — дизайн [концептуальный], раскадровка
- 2004 — Самурай Чамплу — дизайн [оружия]
- 2003 — Аниматрица — дизайн [персонажей — Second Renaissance]
- 2003 — Изгнанник — дизайн
- 2002 — Вандред: Второй уровень OVA — дизайн [меха]
- 2002 — Gate Keepers 21 — дизайн
- 2001 — Вандред: Второй уровень [ТВ] — дизайн [меха]
- 2001 — Последняя фантазия: Всемогущий — дизайн [персонажей]
- 2001 — Вандред OVA — раскадровка
- 2001 — Вандред OVA — дизайн [меха]
- 2000 — Вандред [ТВ] — раскадровка
- 2000 — Вандред [ТВ] — дизайн [меха]
- 2000 — Gate Keepers — дизайн
- 1998 — Последняя субмарина — дизайн [меха]
- 1996 — Magic User’s Club OVA — дизайн [меха]
- 1996 — The Vision of Escaflowne [ТВ] — дизайн [меха]
- 1995 — Junkers Come Here — дизайн [концептуальный]
- 1994 — Yamato 2520 — раскадровка
- 1991 — Doomed Megalopolis — дизайн [Shikigami]
- 1990 — Nadia: The Secret of Blue Water — дизайн
- 1988 — Gunbuster — дизайн [меха]
- 1987 — Карнавал роботов — дизайн [меха — A Tale of Two Robots]